# Pavlo Kyrylenko
Pavlo Oleksandrovyč Kyrylenko (in ucraino Павло Олександрович Кириленко?; Makiïvka, 5 maggio 1986) è un avvocato e politico ucraino, Presidente della Commissione anti-monopolio dal 5 settembre 2023 e già Capo dell'amministrazione regionale militare di Donec'k tra il 2019 e il 2023.

## Biografia
Si è laureato in giurisprudenza presso l'Accademia nazionale di diritto dell'Ucraina intitolata a Jaroslav il Saggio di Charkiv nel 2008. Poco dopo la laurea è stato assunto negli uffici della procura lavorando a Donec'k, in Crimea e presso il Procuratore generale.
Con ordinanza del Procuratore generale del 22 settembre 2017 è stato nominato procuratore militare nella guarnigione di Užhorod col grado di tenente colonnello mentre nel giugno 2019 è stata approvata dal Gabinetto dei ministri la sua nomina a Capo dell'Amministrazione statale regionale di Donec'k. Durante una visita nella regione il convoglio sul quale viaggiava Kyrylenko sarebbe stato attaccato dalle milizie filo-russe, risultando nell'uccisione di un soldato e nel ferimento di un altro. Kyrylenko è stato poi accusato di aver programmato questo viaggio senza avvisare le forze armate, tanto che il Vice Primo ministro Pavlo Rozenko ha invitato il Presidente Zelens'kyj a rimuoverlo dalla carica di Capo dell'amministrazione statale regionale.
Nel dicembre 2019 ha affermato di ritenere "illogiche" eventuali elezioni o referendum nei territori del Donbass occupati dalle autoproclamate Repubbliche Popolari di Doneck e Lugansk.
Nel gennaio 2023 avrebbe annunciato via Twitter di aver rassegnato le sue dimissioni in seguito alla distruzione di un condominio ad opera di un missile sparato dalle forze di difesa aerea ucraine a Dnipro, risultato nella morte di almeno 44 persone; poco dopo tuttavia il tweet è stato cancellato.

## Controversie
In seguito alla sua nomina hanno iniziato a circolare voci sul fatto che la famiglia di Kyrylenko sostenesse i separatisti filo-russi. Già al momento della presentazione della sua nomina il Presidente Volodymyr Zelens'kyj aveva difeso Kyrylenko affermando che non aveva più avuto contatti col fratello Jevhen, militante della Repubblica Popolare di Doneck, e che invece i genitori pur identificandosi come ucraini avevano scelto di non abbandonare la propria casa di Makiïvka, nel territorio occupato dai separatisti. Poco dopo la sua nomina l'emittente televisiva russa Rossija 1 ha pubblicato un'intervista a Jevhen per mostrare come "la guerra abbia causato divisioni perfino in una famiglia".